# Biermont
Biermont är en kommun i departementet Oise i regionen Hauts-de-France i norra Frankrike. Kommunen ligger i kantonen Ressons-sur-Matz som tillhör arrondissementet Compiègne. År 2022 hade Biermont 172 invånare.

## Befolkningsutveckling
Antalet invånare i kommunen Biermont
| Referens: INSEE |